# Театар Мимарт
Театар Мимарт је један од првих неформалних, истраживачких театара у бившој Југославији, који постоји од 1984. године у Београду, чији је оснивач и уметнички вођа Нела Антоновић.

## Историјат
Театар Мимарт континуирано ради преко четири деценије без обзира на политичке, економске, социјалне и друге околности, које су директно утицале на аспекте одрживости. 

## Метод рада
Мимарт истражује креативност слободе покрета и невербалну комуникацију са сарадницима трансмедијалним поступком нових кодова кроз отворен процес. 
Фокус рада је на феноменима друштва, јер савременост одређују феномени: гео-политички, социјални, економски, технолошки, еколошки медијски, комуникацијски и културолошки. 
У ери свеопште тежње ка визуализацији и спектаклу као моделу друштвеног и културног живота, Мимарт театар у дискрецији трага за смислом савремене уметности и могућностима перформанса као средства комуникације и промена. 
Невербални театар превазилази све баријере: језичке, географске, политичке, етичке, етничке, социолошке... 
Као што астрономи трагају за новим планетама и животу на њима, и Мимарт трага за новим комуникацијским кодовима у позоришту. 
Реално, мала је вероватноћа да ће се нешто десити по први пут на сцени: нова техника игре, неки технички реквизит, посебна глума, иновација у било ком од сегмената позоришног израза.  
Трагајући за новим комуникацијским уметничким кодовима стварају аутентични позоришни вокабулар игре. Комуникација није надреална тежња, већ једноставна нужност у уметности.
Позоришна лабораторија настаје као креативна побуна у позоришту, која нема за циљ само уметнички и естетски циљ, него треба да изазове расправу уопште о театру или уметности. Преко четрдесет година Нела Антоновић са уметницима из разних области истражује феномене, избегавајући речи на сцени, стварајући симболичне структуре игре фантазми. Речи обузимају ум само у једном смеру. А космос бежи на све стране. “Највиши парадокс сваког мишљења јесте покушај да се открије нешто што се не може мислити“ каже Киркегор. Симболички језик једини је пут до колективног несвесног, али он оставља огроман простор за грешке. Грешке су понекад важне. Кроз посвећено истраживање непознатог, аутодраматургијом тела и отворен процес настају представе Театра Мимарт.

## Продукција
Театар Мимарт је кроз тимски рад, високообразовне, уметничке, организационе и друге капацитете реализовао до сада: 76 представа, више од 600 перформанса и уличних пројеката, те више од 300 отворених радионица за младе, студенте, плесаче, глумце, грађане, неафирмисане уметнике... 
До 2020 године реализовано је 70 представа и око 500 уличних позоришних представа и амбијенталних арт перформанса.

## Чланови

### Чланови од оснивања (1984-1994)
- Вера Обрадовић (професор сценског покрета и кореодраме на факултету драмских уметности у Приштини, који је измештен у Косовску Митровицу),
- Драган Грбић (књижевник и пантомимичар),
- Сања Тасић Крсмановић
- Драгана Сенић
- Зорана  Пековић Михаљчић, уметнички директор Šibenik dance festivala
- Оливера Митровић Станојевић, Балетски студио Adagio
- Марија Крећа, критичар уметничке игре
- Ана Јојић-Беговић
- Михајло Ђурић
- Светозар Адамовић (првак балета Народног позоришта).

### Сарадници од 1994. до 2004.
- Александар Лекић,
- Марија Јефтић,
- Игор Каракаш,
- Весна Стефановић,
- Оља Бабић,
- Ненад Радујевић,
- Ивана Јоксимовић,
- Милена Здравковић,
- Сандра Перовић,
- Огњенка Ђорђевић,
- Ана Иванчевић (балерина Народног позоришта),
- Дрина Пешић  рођ. Дурић, балерина, ТВ Студио Б
- Чарни Ђерић (глумац),
- Далија Аћин Теландер,
- Јанош Буш
- Јадранка Нанић Јовановић (глумица),
- Јелена Костић, (глумица),
- Ана Стефановић (глумица),
- Оља Лопушански (глумица),
- Вера Радошевић рођ Павловић,
- Миша Петровић,
- Ана Ван Ерден, рођ Спасић,
- Никола Вранић,
- Марина Лазаревић (глумица),
- Милана Гаврилов,
- Мина Шохај,
- Лидија Антоновић
- Ивана Кораксић, редитељка ФДУ
- Марина Буквички (глумица),
- Љубица Јовановић,
- Милица Безмаревић, балерина, професор ИУИ
- Маја Максимовић, професор Филозофског факултета Унивезитета у Београду
- Миона Петровић, мастер уметничка игра ИУИ
- Марта Келер (глумица)

### Сарадници од 2005. до 2015.
- Ивана Кораксић
- Арион Аслани
- Маја Максимовић
- Ивана Зоњић ех Јоксимовић,
- Ана Бастаћ Димитријевић ,
- Ања Николић,
- Предраг Радованчевић,
- Тања Дамјановски,
- Дубравка Суботић,
- Угљеша Иљачић,
- Иван Миленковић, капуера,
- Раде Обрадовић,
- Теодора Сарић,
- Филип Јокановић
- Лидија Антоновић
- Владимир Косић
- Биљана Космогина
- Оља Киа
- Милош Дилкић
- Бранислав Јеремић
- Душан Мурић
- Милан Манић
- Иван Радовани
- Ана Игњатовић Загорац (Bitef dance company)
- Далија Аћин
- Ненад Милошевић
- Хулија Горосито
- Зоран Јовановић(Ромски тетар)
- Ана Григоровић(редитељка)
- Кристина Драшковић Бочков
- Јелена Загорчић
- Катарина Ранковић
- Александра Јелић
- Славица Крмановић
- Марија Јелић
- Нина Петров
- Лара Поповић
- Саша Доброхотов
- Тамара Ракић
- Катарина Орландић

...

### Сарадници од 2016. до данас
Лидија Антоновић, Ивана Кораксић, Иван Радовани, Катарина Орландић, Катарина Бућић, Милош Јањић, Марина Буквички, Ђурђа Павловић, Александер Заин, Мина Ћирић, Владимир Чубрило, Ђурђија Јеленковић, Миона Петровић, Марко Нектан, Марко Стојановић, Наташа Милојевић, Арион Аслани, Оливера Милојевић Чавић, Галина Ралић, Мина Николић, Исидора Фићовић, Олга Узикаева, Раде Обрадовић, Теута Аслани, Нина Петров, Кристина Сарић, Катарина Живковић, Наталија Жугић, Никола Коруга, Ивана Вранеш ....

## Значајнији пројекти
Мимарт је организовао и фестивале, предавања, тематске разговоре, изложбе фотографија и артефаката. Такође, учествује као партнер у многим интеркултуралним пројектима у земљи и иностранству. Године 2019.  учествује пројектом “Острвска магија” као партнер Фондације града Пловдива у оквиру програма Европске престонице културе.
Најважнија гостовања Мимарт-а на европским фестивалима су у Пловдиву, Гелзенкирхену,  Москви, Анверпену, Сант Петерсбугу, Прагу, Хернама, Милану, Паризу, Ростову, Љвову, Киеву, Линцу, Сарајеву, Ужгороду, Токиу, Будви, Клужу, Загребу, Сан Марину, Каиру, Бритпорту, Есену, Подгорици, Сребреници итд.

### пројекти уАтељеу 212
- 1997. Аурум,
- 1998. Институт за промену судбине,
- 1999. Роткве стругане,
- 2000. Време астрала,
- 2001. Мрежа
- 2003. Лутање плаветнилом
- 2004. Знакови питања

## Награде
- Театар Мимарт је добитник многих награда од којих издвајамо награде на првом YУ такмичењу кореографа савременог плеса 1988. године у Загребу.
- Представа "Круг" Театра покрета Мимарт, у режији Неле Антоновић, награду за најбољу представу у целини на 29 БРАМС-у.
- На 30. БРАМС-у представа "Слободан пад" Нела Антоновић је добила специјалну награду за неговање кореодраме код нас и едукације групе младих људи.
- Представа "Дисања", подршка Студентском протесту, је изведена у децембру 1996. године, на 31. БРАМС-у, где је Нела Антоновић и МИМАРТ добили специјалну награду за гестовно-звучну анимацију дисања.
- На 33. БРАМСУ 1998. Нела Антоновић и Мимарт добили награду за режију - за оригиналне сценске метафоре и просторно организовање плесног израза,
- у представи "Институт за промену судбине"; награда за музику у представи "Громаде" - Гранд Приx Интернатионал Видео Данце 1999, Париз;
- награда публике у Лвов на фестивалу "Златни лав" за представу "Слободан пад",
- специјална награда на фестивалу "Киев травневи" у Кијеву за “Конструкцију деконструкције”,
- Специјална похвала у Сан Марину на позоришном фестивалу "Каланчи".

### публикације
Искуство дугогодишњег истраживања Неле Антоновић публиковано је у четири ауторске књиге, и научним чланцима у штампаним медијима.
- Мимарт годови (2000) - развојне методе рада и тренинга Мимарт[3]
- Феноменологија покретом (2004) - истраживање феномена отвореног процеса[4]
- 25, електронско издање (2009) - о искуствима отвореног процеса, 25 година рада, самокритици и развоју методе рада[5]
- е-монографија (2014)[6]